# Marina Abramović
Marina Abramović, sr. Марина Абрамовић (ur. 30 listopada 1946 w Belgradzie) – serbska artystka intermedialna.
Twórczość Mariny Abramović jest związana w dużej mierze z miejscem jej pochodzenia, sytuacją na Bałkanach i z doświadczeniem XX wieku. Prace wideo często połączone są z aktywnością performance, w którym ciało artystki jest podstawowym medium i jednocześnie częstym tematem (body art).

## Życiorys
Jej rodzice byli małżeństwem mieszanym serbsko-czarnogórskim, odgrywali ważną rolę w opozycji podczas II wojny światowej.

### Początki twórczości
W latach 1965–1970 studiowała na Akademii Sztuk Pięknych w Belgradzie, a w 1972 ukończyła studia na Akademii w Zagrzebiu. Zaczynała od malarstwa, ale już jako studentka wykonywała instalacje i swoje pierwsze, prowokacyjne performance. W latach 1973–1975 zrealizowała jedne z najbardziej radykalnych prac: eksperymenty związane z bólem, obrzydzeniem, reakcjami ciała na ingerencje fizyczne – akcje artystyczne, podczas których artystka dochodziła do granic wytrzymałości fizycznych i psychicznych. Jedną z akcji była Art Must Be Beautiful/Artist Must Be Beautiful (1975), która polegała na czesaniu włosów, aż do utworzenia krwawiącej rany na głowie.

### Współpraca z Ulayem
W 1975 spotkała w Amsterdamie niemieckiego artystę Ulaya, z którym przez kolejne 12 lat dzieliła życie i pracę. Ich działania były znaczące dla rozwoju body artu, czyli performance’u o tematyce ciała. Od początku swojej współpracy uważali się za jedność powstałą w wyniku połączenia „męskości” i „kobiecości”. Ich pierwszy performance Relation Work mówił o dwojakości: mężczyzna/kobieta, dźwięk/cisza, inercja/energia. Przez lata zrealizowali wiele działań w Europie i Stanach Zjednoczonych.
Po 1980 ich performance stały się mniej intensywne. Wówczas zrealizowali m.in. akcję Night Sea Crossing, w której siedzieli przy jednym stole naprzeciw siebie w ciszy, najpierw przez siedem godzin, następnie przez trzy dni, a później przez prawie dwa tygodnie. Stworzony w 1988 projekt The Lovers: The Great Wall Walk zwiastował nadchodzący koniec ich współpracy: oboje przemierzali Mur Chiński – on z zachodu, ona ze wschodu, a rozstali się po spotkaniu w połowie drogi, po 90 dniach podróży.

### Współczesne realizacje

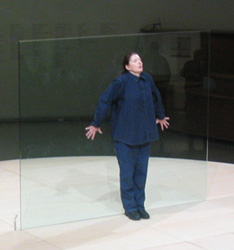
Abramović (2005)

Od 1989 działa samodzielnie, wykonując interwencje artystyczne, z których najbardziej znane są: Cleaning the mirror (Czyszczenie lustra), The onion (Cebula), Cleaning the house (Porządki domowe), Delusional. We współpracy z Charlesem Atlas stworzyła otwarty spektakl Biography, który aktualizuje w relacji z dziejącymi się wydarzeniami.
W 1997 zrealizowała projekt Balkan Baroque, który był inspirowany wojną w byłej Jugosławii.
W 1997 Kunsthalle w Bernie zorganizowała wystawę Marina Abramović Artist Body – Public Body, która została wystawiana w różnych miejscach w Europie.
W 2010 odbyła się wystawa retrospektywna Abramović w nowojorskim Museum of Modern Art, gdzie artystka zaprezentowała performance The Artist Is Present, w które ramach dzieliła chwilę ciszy z przypadkowymi osobami, które usiadły naprzeciwko niej przy stole. Mimo że wówczas rano widziała się z Ulayem, jej głęboko emocjonalna reakcja na jego pojawienie się przy stole stała się viralem.
Zasiadała w jury konkursu głównego na 69. MFF w Wenecji (2012).

## Wybrane realizacje
- 1973: Rhythm 10[8]
- 1974: Rhythm 5[9]
- 1975: Art Must Be Beautiful/Artist Must Be Beautiful (Sztuka musi być piękna/Artysta musi być piękny), performance[2];
- 1977: Breathing In/Breathing Out, performance z udziałem Ulaya, Belgrad;
- 1981–87: Night Sea Crossing (Przeprawa przez morze nocy);
- 1988: The Lovers (Kochankowie), performance[3];
- Transitory Objects (Obiekty przejściowe);
- 1995: Cleaning the Mirror, wideo-instalacja/performance[4];
- The Onion (Cebula);
- 1995: Cleaning the house (Porządki domowe);
- Delusional;
- 1997: Balkan Baroque;
- 1998: The Expiring Body;
- 2002: The House with the Ocean View, Sean Kelly Gallery;
- 2004: Warrior and Virgin Mary (Wojownik i Madonna), performance z udziałem Jana Fabre;
- 2010: The Artist Is Present, MoMA, New York;
- 2014: 512 Hours, Serpentine Gallery, Londyn[10].

## Filmografia
- „Opowieści z bezsennych nocy” (2011, film dokumentalny, reżyseria: Jonas Mekas)
- „Marina Abramović: artystka obecna” (2012, film dokumentalny, reżyseria: Matthew Akers)
- „Mademoiselle C” (2013, film dokumentalny, reżyseria: Fabien Constant)
- „A Portrait of Marina Abramović” (2014, film dokumentalny, reżyseria: Matthu Placek)